# Lubuk Alai
Lubuk Alai is een bestuurslaag in het regentschap Rejang Lebong van de provincie Bengkulu, Indonesië. Lubuk Alai telt 1872 inwoners (volkstelling 2010).